# Землетрясение на Камчатке (1959)
Землетрясение на Камчатке (1959) — землетрясение магнитудой около 8,0, произошедшее 4 мая 1959 года в 19:55 по местному времени недалеко от полуострова Камчатка. В результате землетрясения частично пострадал город Петропавловск-Камчатский, а также сёла Жупаново и Кроноки.
Землетрясение вызвало волну цунами величиной 0,2 метра, которое было зафиксировано в США.